# Una storia dei nostri giorni
Una storia dei nostri giorni (Attention bandits!) è un film del 1986 diretto da Claude Lelouch.